# Anomoianthella
Anomoianthella is een geslacht van sponsdieren uit de klasse van de Demospongiae (gewone sponzen).

## Soorten
- Anomoianthella lamella Pulitzer-Finali & Pronzato, 1999
- Anomoianthella popeae Bergquist, 1980
- Anomoianthella rubra Bergquist, 1995